# Christoph Hanses
Christoph Hanses (* 6. Oktober 1964) ist ein ehemaliger deutscher Fußballspieler. Er wurde sowohl im Mittelfeld als auch im Sturm eingesetzt.

## Karriere
Hanses ist im Sommer 1983 aus der A-Jugend des TSV Dörverden zu den Amateuren des SV Werder Bremen gewechselt. In der Saison 1986/87 wurde er von Trainer Otto Rehhagel in den Bundesliga-Kader berufen. In der Bundesliga bestritt er vier Spiele. Hinzu kommt jeweils ein Einsatz im DFB-Pokal sowie in der Champions League.
Zur Saison 1990/91 wechselte er nach diversen Verletzungen (u. a. Knorpelschaden im Kniegelenk, Archillessehnen-Abriss) zum SV Meppen in die 2. Bundesliga. Für die Meppener erzielte er in 34 Spielen 7 Tore.
Nach zwei Spielzeiten ließ sich Hanses im Sommer 1992 reamateurisieren und schloss sich der SpVgg Preußen Hameln an.

## Erfolge
- Deutscher Meister mit Werder Bremen Amateure 1985
- Deutscher Meister mit Werder Bremen 1988
- DFB-Pokal: 2. Platz mit Werder Bremen 1989 und 1990